# Verdelândia
Verdelândia é um município brasileiro do estado de Minas Gerais. De acordo com o censo realizado em 2022 sua população era de 7 672 habitantes. Sua economia se destaca pela agropecuária, sobretudo pelo cultivo de banana e criação de gado. É banhada pelo Rio Verde Grande, de grande importância para seu desenvolvimento.

## História
Não se sabe ao certo de onde vieram os primeiros moradores da região onde hoje é o município de Verdelândia. Antigos moradores contam que seus antepassados, escravos, vieram fugidos dos seus algozes e chegaram à região. Quando chegaram, se depararam com índios que já viviam por estas terras. Houve conflito com os indígenas, que se mudaram para a região onde hoje é a cidade de São João das Missões-MG.
Os novos moradores se estabeleceram próximo a uma lagoa denominada por eles de “Lagoa da Jaíba” e outra parte na “Lagoa do Sapê”. Viveram, até a década de 60, tempo dos conflitos de terra, sem noção de demarcação legal de terras. As glebas eram separadas umas das outras através de troncos de madeira. Cada roceiro cultivava seu pedaço de terra e plantava alimentos destinados a sua sobrevivência. Plantava-se arroz, feijão, mandioca, milho e mamona. A alimentação era completada por caça e pesca no Rio Verde Grande.
A dificuldade maior era encontrar sal, principalmente para conservar os alimentos. Daí surgiu a necessidade de se dirigir a outras terras para vender arroz e comprar sal e café.
A construção da estrada de ferro em Janaúba contribuiu para a chegada de pessoas de outras cidades a partir da década de 1940, como Matias Cardoso, Porteirinha, Salinas e Janaúba. Com a chegada das famílias e de um padre, costumes e cultura externa foram ao poucos sendo incorporados ao modo de vida da população.

## Geografia
Situado no norte de Minas Gerais,o município é cortado pela rodovia MG-401 e é banhado pelo Rio Verde Grande. O município é resultado do desmembramento dos distritos de Verdelândia e Barreiro do Rio Verde, que pertenciam a Varzelândia e a Janaúba. O Distrito de Verdelândia foi criado pela Lei Estadual nº 6769, de 13 de maio de 1976 e instalado em 24 de outubro de 1977, vinculado ao Município de Varzelândia e o de Barreiro do Rio Verde, havia sido criado pela Lei Estadual nº 8285, de 8 de outubro de 1982 e instalado em 13 de março de 1983, pertencendo ao Município de Janaúba.
O Município foi criado através da Lei Estadual nº12030, de 22 de dezembro de 1995, com a junção das áreas de dois distritos: Verdelândia, então pertencente ao município de Varzelândia e Barreiro do Rio Verde, pertencente a Janaúba. 
Verdelândia está inserida no projeto agroindustrial desenvolvido pela Codevasf.
As cidades limítrofes ao município são Janaúba, Varzelândia, Jaíba e São João da Ponte.
Além de ser banhando pelo Rio Verde Grande, seu principal rio, ainda possui o Córrego do Arapuim, Córrego Macaúbas, Riacho do Catingão e Corgão.
Sua altitude máxima chega a 758 metros, com altitude mínima de 490 metros. Tem na Serra da Jaíba, grande expoente do relevo, que possui mata abundante e diversas grutas, com presença de pinturas rupestres.
Comunidades e Povoados
- Agreste
- Amargoso
- Limeira
- Sebo 
- Fazenda União
- Boa Sorte
- Vista Alegre
- Olhos D’água
- Verde-Minas
- Quebra Linha
- Corgão
- Fazenda Arapuim
- Lagoa de Pedra
- Volta Grande
- Fazenda Serrana
- Pé de Serra
- Barra Limpa
- Para-terra
- Caitite
- Assentamento Modelo
- Verde Água,
- Vitória
- Betânia
- Ressaca
- Serraria
- Barreiro do Rio Verde.